# Lenny Eriksson
Lenny Eriksson, född 26 april 1954, är en svensk ishockeytränare.
Eriksson spelade fram till 1989 för Bl.a. Brynäs IF, Örebro IK och Storhamar Dragons. Hans moderklubb är Hedesunda IF. Sedan 1989 verkar han på heltid som tränare. Hösten 1990 lämnade han Storhamar Dragons och började träna Lillehammer och därefter olika svenska klubbar. Säsongen 2010/2011 blev han norsk mästare med norska elitserielaget Sparta Warriors. Han är nu tränare för Nyköpings Sportklubb i Hockeyettan.
Lenny har två söner som heter Daniel Ädel och Patrick Ädel.